# Isognathus amazonicus
Isognathus amazonicus är en fjärilsart som beskrevs av Butler 1877. Isognathus amazonicus ingår i släktet Isognathus och familjen svärmare. Inga underarter finns listade i Catalogue of Life.